# Mentor (Ohio)
Mentor ist eine City in Lake County im US-Bundesstaat Ohio.
Sie liegt südlich des Eriesees in der Nähe von Cleveland ca. 37 km von der Innenstadt entfernt. Mentor hat 47.450 Einwohner (Stand: Volkszählung 2020) auf einer Fläche von 72,7 km².

## Geschichte
In Mentor liegt eine National Historic Landmark, die James A. Garfield National Historic Site. Von der Veranda seines Hauses in Mentor aus führte James A. Garfield bei den Präsidentschaftswahlen 1880 die erste Front Porch Campaign der amerikanischen Politikgeschichte. 80 Bauwerke und Stätten in der Stadt sind im National Register of Historic Places (NRHP) eingetragen (Stand 1. Oktober 2018).

## Einwohnerentwicklung
| Jahr | Einwohner¹ |
| ---- | ---------- |
| 1980 | 42.065     |
| 1990 | 47.358     |
| 2000 | 50.278     |
| 2020 | 47.450     |

¹ 1980–2020: Volkszählungsergebnisse des US Census Bureau

## Söhne der Stadt
- Walter Wellman (1858–1934), Luftschiffpionier
- Trevor Donald Brewer (* 1989), Soldat
- Mitchell Trubisky (* 1994), American-Football-Spieler